# Корона (Келце)
Вижте пояснителната страница за други значения на Корона.
Корона Келце Спулка Акцийна (на полски: Korona Kielce Spółka Akcyjna) е полски футболен клуб от град Келце. Основан е на 10 юли 1973 г.

## Срещи с български отбори
„Корона“ се е срещал с български отбори в приятелски срещи.

### „Лудогорец“
С „Лудогорец“ се е срещал един път в приятелски мач. Мачът се играе на 4 февруари 2014 г. в испанския курортен град Марбеля и завършва 3 – 0 за „Лудогорец“.

## Успехи
- Екстракласа:
  - 5-о място (3): 2005/06, 2011/12, 2016/17
- Купа на Полша:
  -  Финалист (1): 2006/07
- 1 Лига: (2 ниво)
  -  Шампион (28): 2004/05

## Българи
- Светослав Бърканичков: 2004/05 (12 мача - 0 гола)
- Илиян Мицански: 2007 наем (5 мача - 0 гола), 2017 (8 мача - 3 гола)
- Виктор Попов: 2025 –
- Владимир Николов: 2025 -